# Gil Birmingham
Gil Birmingham, född 13 juli 1953 (även 1966 uppges) i San Antonio, Texas, är en amerikansk skådespelare av comancheindianskt påbrå. Han gjorde sitt första TV-framträdande i ett avsnitt av Riptide. Senare har han bland annat medverkat i Twilight, End of the Spear och Dreamkeeper. I Twilight spelar han Billy Black som är Jacob Blacks pappa.

## Filmografi (i urval)
- 1987 – Maktkamp på Falcon Crest (TV-serie)
- 2008 – Twilight
- 2009 – The Twilight Saga: New Moon
- 2010 – The Twilight Saga: Eclipse
- 2011 – The Twilight Saga: Breaking Dawn – Part 1
- 2012 – The Twilight Saga: Breaking Dawn – Part 2
- 2016 – Hell or High Water
- 2017 – Transformers: The Last Knight
- 2018–2024 – Yellowstone (TV-serie)
- 2022 – Under the Banner of Heaven (TV-serie)